# Adam Matthews
Pour les articles homonymes, voir Matthews.
Adam James Matthews, né le 13 janvier 1992 à Swansea, est un footballeur international gallois qui évolue au poste de défenseur à Shamrock Rovers FC. 

## Biographie

### Carrière en club

#### Formation amateur
Surnommé « Stan » par ses coéquipiers, Adam Matthews a été formé à la Penyrheol School de Swansea (pays de Galles) où ses qualités sportives sont remarquées. Un temps désiré par le club de rugby local, il choisit le football et fait un essai à Cardiff City où il est le seul joueur choisi parmi une quarantaine de postulants de 8 et 9 ans. Il fait ses débuts pour les Bluebirds lors d'un match amical de préparation, à Haverfordwest County. Il a alors 15 ans.

#### Débuts professionnels à Cardiff City
Après deux années de sport étude à Cardiff, il commence la saison 2009-2010 en tant que joueur professionnel. Très vite, il s'impose et devient un titulaire indiscutable, malgré son très jeune âge (il n'a alors que 17 ans) et suscite la convoitise de clubs de Premier League comme Arsenal et Manchester United. Lors de la saison suivante, il retrouve le banc et est utilisé essentiellement comme remplaçant, ce qui ne manque d'étonner les observateurs, Matthews étant un joueur très coté et intéressant des clubs majeurs du championnat anglais comme Manchester United ou Arsenal.

#### Transfert au Celtic
Le 26 février 2011 est annoncée la signature du transfert pour trois ans de Matthews au club écossais du Celtic, où il retrouve son ancien coéquipier Joe Ledley, transfert qui prend effet au début de la saison 2011-2012. Il joue son premier match avec le Celtic le 7 août 2011 sur le terrain d'Aberdeen en Scottish Premier League. Rapidement, il s'installe dans le couloir droit de l'équipe et devient un titulaire inamovible. Son entraîneur Neil Lennon dit de lui que « sa progression a été celle d'une météorite et [qu']il est l'arrière droit numéro 1 du moment. »
Le 29 septembre 2011, il joue son premier match européen en Ligue Europa  contre l'Udinese (1-1 à Glasgow). Matthews joue alors l'intégralité de la rencontre.

#### Sunderland
Le 3 juillet 2015, Matthews signe pour 4 ans à Sunderland. Le transfert est estimé à 2,8 millions d'euros.
Le 28 juillet 2016, il est prêté à Bristol City.
En juillet 2022, il rejoint Omonia Nicosia

### Carrière internationale
Dès 2009, Adam Matthews est appelé en équipe du pays de Galles espoirs où il est appelé à 5 reprises avant de connaître sa première sélection en A, le 25 mai 2011 lors du match pays de Galles-Écosse, à l'issue duquel l'Écosse s'impose 1-3. Matthews entre en jeu à la 61e minute en remplacement de Neal Eardley.

## Statistiques
| Saison                | Club                  | Championnat           | Championnat | Championnat | Coupe(s) nationale(s) | Coupe(s) nationale(s) | Compétition(s) continentale(s) | Compétition(s) continentale(s) | Compétition(s) continentale(s) | Pays de Galles | Pays de Galles | Total | Total |
| Saison                | Club                  | Division              | M.          | B.          | M.                    | B.                    | Comp.                          | M.                             | B.                             | M.             | B.             | M.    | B.    |
| 2009 - 2010           | Cardiff City          | Championship          | 32          | 1           | 3                     | 0                     | -                              | -                              | -                              | -              | -              | 35    | 1     |
| 2010 - 2011           | Cardiff City          | Championship          | 9           | 0           | 3                     | 0                     | -                              | -                              | -                              | 2              | 0              | 14    | 0     |
| Sous-total            | Sous-total            | Sous-total            | 41          | 1           | 6                     | 0                     | -                              | 0                              | 0                              | 2              | 0              | 49    | 1     |
| 2011 - 2012           | Celtic                | Premier League        | 27          | 0           | 6                     | 0                     | C3                             | 5                              | 0                              | 5              | 0              | 43    | 0     |
| 2012 - 2013           | Celtic                | Premier League        | 18          | 2           | 6                     | 1                     | C1                             | 8                              | 0                              | 3              | 0              | 35    | 3     |
| Sous-total            | Sous-total            | Sous-total            | 45          | 2           | 12                    | 1                     | -                              | 13                             | 0                              | 8              | 0              | 78    | 3     |
| Total sur la carrière | Total sur la carrière | Total sur la carrière | 86          | 2           | 18                    | 1                     | -                              | 13                             | 0                              | 10             | 0              | 127   | 3     |

## Palmarès

### En club
- Celtic FC
  - Champion d'Écosse en 2012, 2013, 2014 et 2015
  - Finaliste de la Coupe de la Ligue écossaise en 2012.

### Distinctions personnelles
- Membre de l'équipe-type de Scottish Premier League en 2012 et 2013.